# 新貴公子
『新貴公子』（しんきこうし、韓国語：신 귀공자）は、韓国MBCで2000年7月12日から9月7日まで放送されたテレビドラマ。全16話。
日本では、TOKYO MXにて2000年10月1日から10月28日まで放送された。

## あらすじ
韓国の財閥令嬢がお見合い攻勢にうんざりしてついたウソ。それが身分違いの恋の始まりだった……。生まれも育ちも異なる男女が、反発しあいながらも次第にひかれていくコメディータッチのラブストーリー。

## 出演
- キム・ヨンナム：キム・スンウ

田舎からソウルに上京、知人であるミョン監督の家に居候しながらミネラルウォーターの配達員として働いている誠実な青年。
- チャン・スジン：チェ・ジウ

韓国有数の大財閥ジェソングループ会長の一人娘。
- ミョン・ギナム：ミョン・ゲナム

売れないが人のいい映画監督。
- パク・エジャ：チェ・ラン

スジンの献身的な秘書であり、良き理解者。
- キム・チャンホ：キム・チャンワン

ギナムの友人
- カン・ソンイル：キム・ビョンセ

外国でMBAを取得した敏腕青年実業家。
- チャン会長：イ・スンジェ

代々続く財閥ジェソングループの繁栄の為に自分を犠牲にしてきたスジンの父。
- チャン・インチョル：パク・ヨンギュ

スジンの叔父でヨンナムが勤務するミネラルウォーター会社の社長。
- ペク・クァンス：ホン・ギョンイン

ミョン監督の家に居候する中華料理屋の配達員。
- チュ・ウナ：チェ・ジョンユン

美容室で働くミョン監督の妻の姪。
- イ・ウンスク：ナ・ムニ

元スジンの乳母。
- チョ室長：イ・ゲイン

ソンイルの片腕。